# Filip Stoilović
Filip Stoilović (ur. 11 października 1992) – serbski siatkarz, grający na pozycji przyjmującego, reprezentant kraju. 

## Przebieg kariery
| Lata                   | Klub                   |
| ---------------------- | ---------------------- |
| 2009–2015              | Crvena zvezda Belgrad  |
| 2015–2016              | Indykpol AZS Olsztyn   |
| 2016–2017 (do 01.2017) | MSK Urfa               |
| 2017 (od 15.01.2017)   | GFC Ajaccio VB         |
| 2017–2018              | Remat Zalău            |
| 2018–2019              | AEK Ateny              |
| 2019–2020              | Foinikas Syros         |
| 2020–2023              | VK České Budějovice    |
| 2023–2024              | OK Radnički Kragujevac |
| 2024–                  | Crvena zvezda Belgrad  |

## Sukcesy klubowe
Puchar Serbii:
- 2009, 2011, 2013, 2014

Liga serbska:
- 2012, 2013, 2014, 2015
- 2010
- 2011, 2024

Superpuchar Serbii:
- 2011, 2012, 2013, 2014, 2024[1]

Puchar Francji:
- 2017

Liga czeska:
- 2021, 2023
- 2022[2]

Puchar Czech:
- 2022[3]

## Sukcesy reprezentacyjne
Mistrzostwo Świata U-23:
- 2013

## Nagrody indywidualne
- 2013: Najlepszy przyjmujący Mistrzostw Świata U-23 wraz z Urošem Kovačeviciem
- 2015: MVP ligi serbskiej w sezonie 2014/2015
- 2022: MVP Pucharu Czech[4]